# لیگ برتر فوتبال آلمان شرقی ۵۰–۱۹۴۹
لیگ برتر فوتبال آلمان شرقی ۵۰–۱۹۴۹ نخستین دوره لیگ برتر فوتبال آلمان شرقی بود.
در این دوره باشگاه فوتبال تسویکاو با ۴۱ امتیاز قهرمان شد.

## جدول مسابقات
| رتبه | تیم                            | بازی | برد | مساوی | باخت | زده | خورده | تفاضل | امتیاز |
| ۱    | باشگاه فوتبال تسویکاو          | ۲۶   | ۲۰  | ۱     | ۵    | ۶۹  | ۲۷    | +۴۲   | ۴۱     |
| ۲    | باشگاه فوتبال درسدنر           | ۲۶   | ۱۸  | ۳     | ۵    | ۸۷  | ۲۹    | +۵۸   | ۳۹     |
| ۳    | BSG Waggonbau Dessau           | ۲۶   | ۱۷  | ۳     | ۶    | ۶۷  | ۳۶    | +۳۱   | ۳۷     |
| ۴    | باشگاه فوتبال قوت-وایس ارفوت   | ۲۶   | ۱۵  | ۵     | ۶    | ۵۸  | ۳۰    | +۲۸   | ۳۵     |
| ۵    | باشگاه فوتبال هالشر            | ۲۶   | ۱۳  | ۵     | ۸    | ۵۶  | ۳۸    | +۱۸   | ۳۱     |
| ۶    | BSG Franz Mehring Marga        | ۲۶   | ۱۳  | ۵     | ۸    | ۴۹  | ۴۸    | +۱    | ۳۱     |
| ۷    | باشگاه فوتبال فورتونا بابلسبرگ | ۲۶   | ۱۰  | ۴     | ۱۲   | ۴۲  | ۶۶    | -۲۴   | ۲۴     |
| ۸    | باشگاه فوتبال زاکسن لایپزیگ    | ۲۶   | ۸   | ۶     | ۱۲   | ۳۸  | ۴۵    | -۷    | ۲۲     |
| ۹    | Einheit Meerane                | ۲۶   | ۹   | ۳     | ۱۴   | ۳۸  | ۵۶    | -۱۸   | ۲۱     |
| ۱۰   | باشگاه فوتبال لوک اشتندل       | ۲۶   | ۷   | ۵     | ۱۴   | ۳۱  | ۴۵    | -۱۴   | ۱۹     |
| ۱۱   | SG Gera Süd                    | ۲۶   | ۶   | ۷     | ۱۳   | ۳۴  | ۵۴    | -۲۰   | ۱۹     |
| ۱۲   | ZSG Altenburg                  | ۲۶   | ۶   | ۵     | ۱۵   | ۳۴  | ۵۰    | -۱۶   | ۱۷     |
| ۱۳   | ZSG Anker Wismar               | ۲۶   | ۶   | ۵     | ۱۵   | ۳۵  | ۶۰    | -۲۵   | ۱۷     |
| ۱۴   | BSG Vorwärts Schwerin          | ۲۶   | ۴   | ۳     | ۱۹   | ۳۰  | ۸۴    | -۵۴   | ۱۱     |